# 木棉村
木棉村是中华人民共和国广东省广州市从化区太平镇所辖的一个行政村。村委会设在木棉，位于神岗圩西面约1千米。1958年人民公社化时成立木棉大队，因驻在木棉而得名。1967年文化大革命时更名红棉大队，1974年复名。1983年12月改称乡，1987年1月改称村。辖15条自然村（木棉、艾园、瓦岗、柿仔墩、田墩、鱼良头、四兴庄、凼车、龟咀、陈家庄、大兴庄、西岭、塘肚、李家埔、合记）。1998年时，全村共有1456户，人口6581人。